# 宍粟ジャンクション
宍粟ジャンクション（しそうジャンクション）は、兵庫県宍粟市にある中国自動車道と播磨自動車道のジャンクションである。山崎本線料金所が設置されていた場所に建設されている。

## 道路
- E2A 中国自動車道（10-1番）
- E29 播磨自動車道（10-1番）

## 歴史
- 2020年（令和2年）11月27日 : JCT名称が「山崎JCT（仮称）」から「宍粟JCT」に正式決定[1]。
- 2022年（令和4年）3月12日 : 播磨自動車道・播磨新宮IC - 宍粟JCT間開通に伴い、供用開始[2]。

## 備考
播磨自動車道は2022年3月の全線開通まで山陽自動車道とのみ接続していたが、全線開通したことにより中国自動車道と山陽自動車道との連絡道路が完成した。
他のジャンクションとは構造が異なり、播磨道方面から見て右側車線が広島方面、左側車線が大阪方面にそれぞれ分岐する形となる（左右の車線がそのままの方向ではなく逆方向に分岐する）ため進路に注意が必要である（このような構造は他に飛島JCTが該当する）。

## 隣
E2A 中国自動車道
(10) 山崎IC - (10-1) 宍粟JCT  - 揖保川PA - (10-2) 佐用JCT - (11) 佐用IC
E29 播磨自動車道
(1) 播磨新宮IC - (10-1) 宍粟JCT